# Botohilisaloo
Botohilisaloo is een bestuurslaag in het regentschap Nias Selatan van de provincie Noord-Sumatra, Indonesië. Botohilisaloo telt 299 inwoners (volkstelling 2010).